# Hydrotaea dentipes
Hydrotaea dentipes este o specie de muște din genul Hydrotaea, familia Muscidae. A fost descrisă pentru prima dată de Fabricius în anul 1805. Conform Catalogue of Life specia Hydrotaea dentipes nu are subspecii cunoscute.

## Galerie

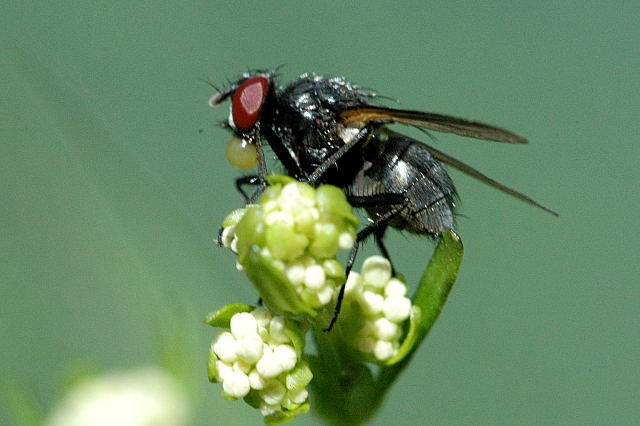
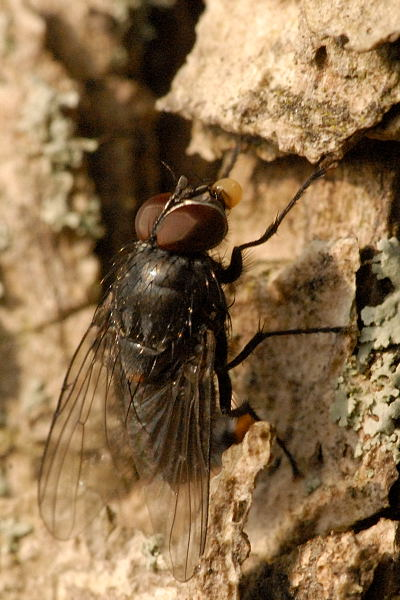
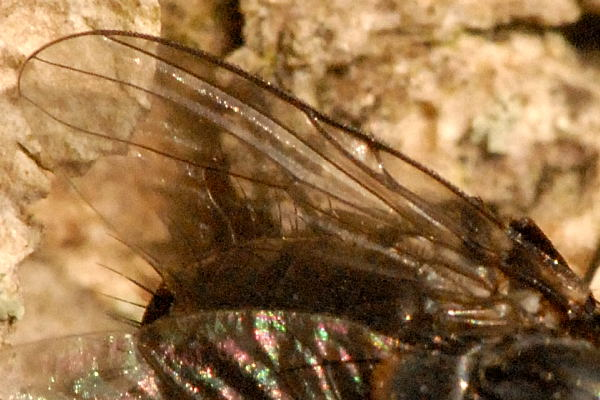